# (27718) Gouda
(27718) Gouda ist ein Asteroid des inneren Hauptgürtels. Er wurde am 2. April 1989 von dem belgischen Astronomen Eric Walter Elst am La-Silla-Observatorium der Europäischen Südsternwarte in Chile (IAU-Code 809) entdeckt.
Der Asteroid befindet sich in einer 2+3-1-Bahnresonanz mit Jupiter und Saturn.
Mittlere Sonnenentfernung (große Halbachse), Exzentrizität und Neigung der Bahnebene von (27718) Gouda entsprechen in etwa der Vesta-Familie, einer großen Gruppe von Asteroiden, benannt nach (4) Vesta, dem zweitgrößten Asteroiden und drittgrößten Himmelskörper des Hauptgürtels.
(27718) Gouda wurde am 12. Januar 2017 nach der südholländischen Stadt Gouda benannt.